# Арчіл Цинцадзе
Арчіл Цинцадзе (груз. არჩილ ცინცაძე; нар. 13 травня 1966, Тбілісі, Грузинська РСР, СРСР) — грузинський дипломат. Радник Прем'єр-міністра України та Міністра оборони України з питань оборонної реформи. Чоловік Іванни Климпуш-Цинцадзе, зять Ореста Климпуша.

## Життєпис
Арчіл Цинцадзе народився 13 травня 1966 року в Тбілісі.
У 1989 році закінчив Тбіліську художню академію, архітектурний факультет.
У 1992—1993 — командував взводом під час грузино-абхазького конфлікту, брав участь у бойових діях в Сухумі. Полковник грузинської армії.
З 1999 по 2005 — військовий аташе в посольстві Грузії у Вашингтоні, США.
У 2007 — Тимчасовий повірений у справах Грузії в Києві.
З 2012 — директор ТОВ «Делюкс-авто» (Україна, Київ)[джерело?]
З грудня 2015 — Радник Міністра оборони України з питань оборонної реформи.
З січня 2017 — Радник Прем'єр-міністра України з питань оборонної реформи.